# Delphyre discalis
Delphyre discalis är en fjärilsart som beskrevs av Druce 1905. Delphyre discalis ingår i släktet Delphyre och familjen björnspinnare. Inga underarter finns listade i Catalogue of Life.